# Austrodytes
Austrodytes is een geslacht van kevers uit de familie  waterroofkevers (Dytiscidae).
Het geslacht is voor het eerst wetenschappelijk beschreven in 1978 door Watts.

## Soorten
Het geslacht omvat de volgende soorten:
- Austrodytes insularis (Hope, 1841)
- Austrodytes plateni Hendrich, 2003